# Грінвуд Тауншип (округ Джуніата, Пенсільванія)
Грінвуд Тауншип (англ. Greenwood Township) — селище (англ. township) в США, в окрузі Джуніата штату Пенсільванія. Населення — 534 особи (2020).

## Демографія
Згідно з переписом 2010 року, у селищі мешкало 617 осіб у 226 домогосподарствах у складі 172 родин. Було 262 помешкання
Расовий склад населення:
| - 98,7 % — білих - 0,6 % — чорних або афроамериканців - 0,2 % — корінних американців |

До двох чи більше рас належало 0,2 %. Частка іспаномовних становила 1,0 % від усіх жителів.
За віковим діапазоном населення розподілялося таким чином: 26,4 % — особи молодші 18 років, 59,3 % — особи у віці 18—64 років, 14,3 % — особи у віці 65 років та старші. Медіана віку мешканця становила 40,3 року. На 100 осіб жіночої статі у селищі припадало 97,1 чоловіків; на 100 жінок у віці від 18 років та старших — 100,9 чоловіків також старших 18 років.
Середній дохід на одне домашнє господарство становив 58 642 долари США (медіана — 54 000), а середній дохід на одну сім'ю — 64 957 доларів (медіана — 69 167). За межею бідності перебувало 6,9 % осіб, у тому числі 9,0 % дітей у віці до 18 років та 2,3 % осіб у віці 65 років та старших.
Цивільне працевлаштоване населення становило 267 осіб. Основні галузі зайнятості: будівництво — 18,0 %, виробництво — 17,2 %, освіта, охорона здоров'я та соціальна допомога — 14,2 %.